# Толкачёв, Сергей Анатольевич
Сергей Анатольевич Толкачёв (1874—1942) — русский советский химик, профессор.

## Биография
Родился 2 декабря 1874 года[по какому календарю?].
В 1894 году окончил с золотой медалью 6-ю Санкт-петербургскую гимназию, в 1898 году — физико-математический факультет Санкт-Петербургского университета — учился у В. Е. Тищенко. С 1899	по 1918	год работал старшим лаборантом на кафедре технической и аналитической химии. Также, в 1898—1899 годах был лаборантом при кафедре химического медицинского института в Петербурге.
С 1907 по 1916 год преподавал в Василеостровской женской гимназии и в Петровском коммерческом училище. В 1915 году изучал вопрос о получении йода и калийных солей из золы морских водорослей на Белом море; вместе с М. П. Скосаревским подтвердил возможность и рентабельность получения йода из золы водорослей и в 1916 году был назначен членом комиссии по постройке и оборудованию Архангельского йодного завода, затем был председателем этой комиссии, а затем директором завода (до сентября 1922 года). Он также участвовал в постройке и оборудовании йодного завода и поселка на острове Титлин[уточнить]. В 1917—1922 годы он также читал курсы общей и органической химии в Архангельском политехникуме и Институте народного образования.
В 1922—1926	годах занимал должность старшего ассистента кафедры технической и аналитической химии Петроградского (Ленинградского) университета, с 1926 года — доцент и заведующий лабораторией качественного анализа и специальной лаборатории аналитической химии, в 1927—1935 годах — заведующий лабораторией качественного анализа. В 1923 году стал также преподавателем химии в Военно-хозяйственной академии; в 1923—1931 годах работал на опытном заводе ГИПХа — заведующий контролем производства, затем консультант.
В 1929 году основал кафедру общей и аналитической химии и стал её заведующим, по совместительству заведовал кафедрой неорганической и аналитической химии Архангельского государственного технического института, был деканом химического отделения.
В 1930 году стал доцентом в Ленинградском химико-технологическом институте и консультантом аналитического сектора института УМПК.
В 1933 году стал заведующим кафедрой аналитической химии ЛГУ, а после получения в 1935 году степени кандидата химических наук без защиты диссертации — профессором.
Умер в 1942 году в блокадном Ленинграде. Был похоронен на Смоленском кладбище.

## Основные работы
- О действии цинкметила на алкоголи. — СПб.: тип. В. Демакова, [1901]. — 6 с.;
- Качественный анализ анионов: [Учебник для студентов вузов]. — Л.: Ленингр. гос. ун-т, 1939. — 112 с.